# أفيون الشعوب

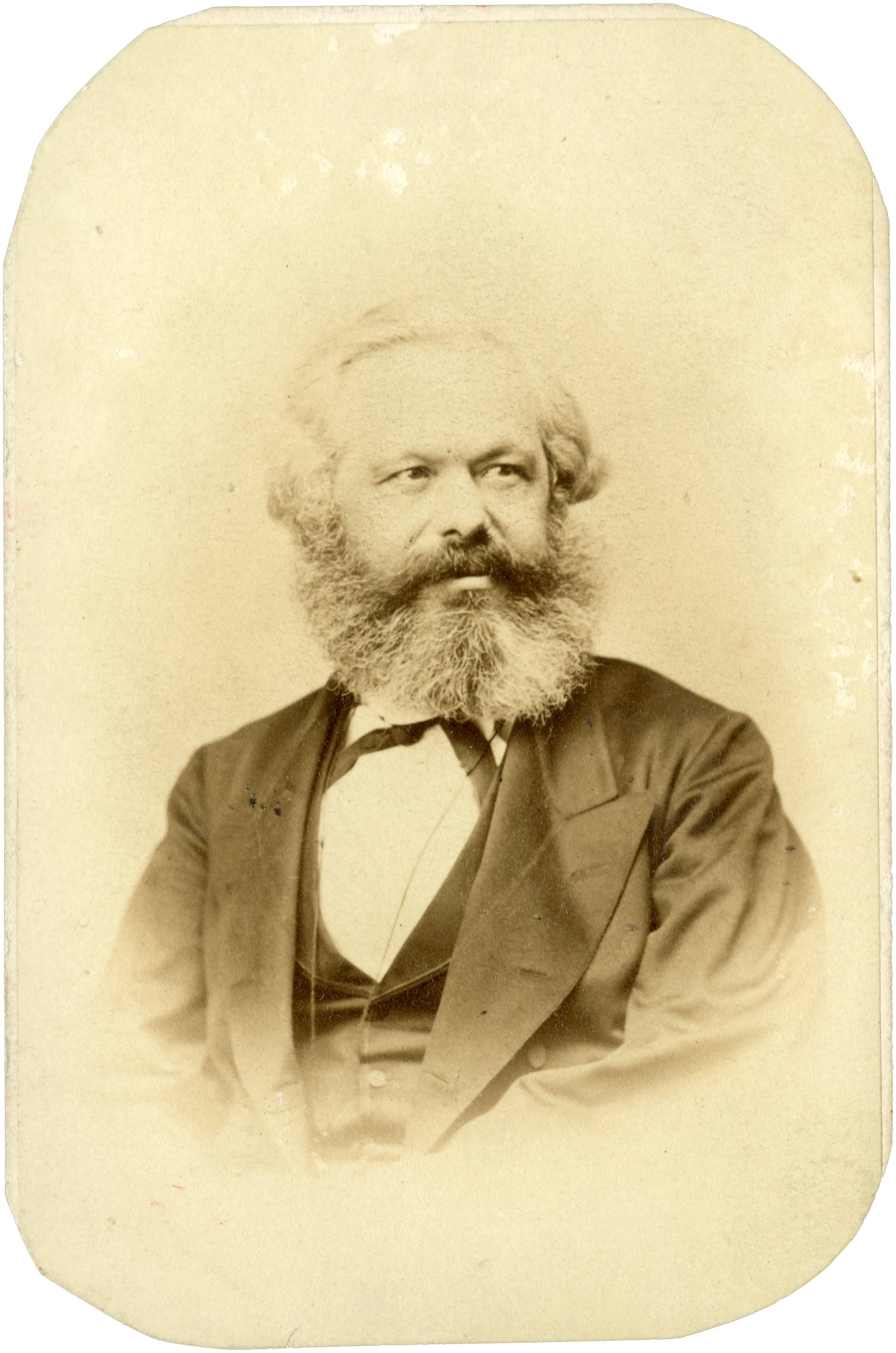

«الدين أفيون الشعوب» أو «الدين أفيون الشعب» هي أحد  أكثر أقوال الفيلسوف والاقتصادي الألماني كارل ماركس اقتباسا. وقد ترجمت عن الأصل الألماني، "Die Religion ... ist das Opium des Volkes" وقد تترجم أيضا «الدين أفيون الجماهير.»
أصل الاقتباس من مقدمة ماركس لمؤلف مساهمة في نقد فلسفة الحق عند هيغل، الذي بدأ بكتابته عام 1843 ولكنه لم ينشر إلا بعد وفاته. كانت مقدمة هذا العمل قد نشرت بشكل منفصل في عام 1844 في مجلة ماركس الحوليات الألمانية-الفرنسية التي أصدرها بالتعاون مع أرنولد روج.
ترجمة نص الاقتباس الكامل  كالتالي: «الدين زفرة الإنسان المسحوق، روح عالم لا قلب له، كما أنه روح الظروف الاجتماعية التي طرد منها الروح. إنه أفيون الشعب.». لم تلاقي هذه الفقرة الكاملة اهتماما كبيرا وغالبا لا تقتبس إلا جزئيا.
سبق واستخدم أشخاص آخرون عبارات مماثلة.

## الاقتباس الكامل
الاقتباس، في سياقه، يكون على ما يلي (التشديد مضاف):
إن التعاسة الدينية هي، في شطر منها، تعبير عن التعاسة الواقعية، وهي من جهة أخرى احتجاج على التعاسة الواقعية. الدين زفرة الإنسان المسحوق، روح عالم لا قلب له، كما أنه روح الظروف الاجتماعية التي طرد منها الروح. إنه أفيون الشعب.

## المعنى
كان ماركس يطرح حجة بنيوية وظيفية عن الدين، ولا سيما عن الدين المنظم. اعتقد ماركس أن للدين بعض الوظائف العملية في المجتمع تشبه وظيفة الأفيون بالنسبة للمريض أو المصاب: فهو يقلل من معاناة الناس المباشرة ويزودهم بأوهام طيبة، ولكنه يقلل أيضا من طاقتهم واستعدادهم لمواجهة الحياة الجائرة، عديمة القلب والروح التي أجبرتهم الرأسمالية أن يعيشوها.

## التاريخ
كتب ماركس هذا المقطع في عام 1843 كجزء من مقدمة الكتاب الذي انتقد كتاب الفيلسوف جورج ويلهلم فريدريش هيغل من عام 1820 أصول فلسفة الحق. نشرت المقدمة في عام 1844 في مجلة صغيرة. أما الكتاب نفسه فنشر بعد وفاته.
بما أن مجلة الحوليات الألمانية-الفرنسية  كان تطبع 1,000 ألف نسخة فقط، فلم يكن لديها أي تأثير شعبي خلال القرن 19. اشتهرت العبارة خلال 1930ات، عندما ازدادت شعبية الماركسية.

## المقارنات الحديثة
أصبح تدخين الأفيون أقل شيوعا وأقل قبولا منذ أن كتب ماركس هذه الجملة الشهيرة. يخمن بعض الكتاب على ما سيكون عليه المعادل الحديث، مثل الإعجاب الرياضي، والمشاهير، إلهاءات التلفزيون، والإنترنت، وغيرها من وسائل الترفيه، إلخ

## تصريحات مماثلة
نفس التشبيه كان يستخدم من قبل العديد من المؤلفين خلال القرن 19.

### نوفاليس
في عام 1798 , كتب نوفاليس في "Blüthenstaub" («حبوب اللقاح»):

### هاينريش هاينه
في عام 1840, هاينرش هاينه أيضا تستخدم نفس القياس، في مقال له عن لودفيج بورنه:

مرحبا بكم في الدين الذي يصب في الكأس المر من الأنواع البشرية المعاناة بعض الحلو، قطرات سوبوريفيك من الأفيون الروحي، وبعض قطرات من الحب والأمل والإيمان.

### تشارلز كينجسلي
تشارلز كينجسلي، الإكليريكي في كنيسة إنجلترا، كتب ما يلي بعد أربع سنوات من ماركس:

### لينين
فلاديمير لينين يتحدث عن الدين في نوفايا جنزن في عام 1905, ألمح إلى ماركس التعليقات السابقة[بحاجة لمصدر] (التشديد مضاف):

أولئك الذين يكدّون ويعيشون معوزين كل حياتهم، يعلمهم الدين الخضوع والصبر أثناء وجودهم هنا على الأرض، يعزيهم الأمل بمكافأة سماوية. بينما الذين يعيشون من عمل الآخرين يعلمهم الدين ممارسة الصدقة أثناء تواجدهم على الأرض، وبالتالي يقدم لهم وسيلة رخيصة جدا لتبرير كامل وجودهم كمستغلين ويبيعهم بأسعار معتدلة التذاكر للرفاهية في السماء. الدين أفيون الشعوب. الدين هو نوع من المشروب الروحي، يغرق فيه عبيد رأس المال صورتهم الإنسانية، مطلبهم بحياة تليق بالإنسان بشكل أو بآخر.

## راجع أيضا
- نقد الدين
- الإيمان والعقلانية
- الماركسية والدين
- إلحاد ماركسي-لينيني
- كذبة نبيلة